# Дримис Винтера
Дримис Винтера (лат. Drimys winteri) — один из видов дримиса, известен также под названием «канело».
Латинское название вид получил в честь сэра Джона Винтера, капитана королевского флота, участника экспедиции Френсиса Дрейка 1578 года, во время которой европейцы его и открыли.

## Ареал
Ареал — юг Южной Америки: предгория Анд (до высоты 1000—1200 м над уровнем моря), Вальдивские и Магеллановы леса. Это одно из самых южных древесных растений планеты, встречается вплоть до мыса Горн.

## Описание вида
Дримис Винтера — дерево или кустарник высотой 8-12 м, при благоприятных условиях может достигать 18-20 м. Листья кожистые, длиной до 20 см, цветки белые, кора красно-коричневая, с сильным ароматом.
Растения могут расти на влажных почвах на солнечных местах или полутени, хорошо выдерживают морозы до −20°С, но не переносят засухи.

## Таксономия
Drimys winteri J.R.Forst. & G.Forst., Characteres Generum Plantarum 84, t. 42. 1775. (29 Nov 1775)
Синонимы:
- Drimys punctata Lam., 1786
- Drimys aromatica Descourt.[фр.], 1821
- Drimys polumorpha Spach ex Baill., 1868
- Drimys winterana Thell., 1908
- Michelia acris Ruiz & Pav. ex Lopez, 1859

## Использование
Дримис Винтера широко используется в медицине как тонизирующее и противоцинготное средство. Измельчённая кора используется в кулинарии как заменитель перца. Сжигание коры индейцами применялось в ритуальных целях.
На территориях с холодным климатом, но мягкой зимой (Фареры, север Англии и Шотландия и т. д.) канело используется и как декоративное растение.